# Adolf Konto

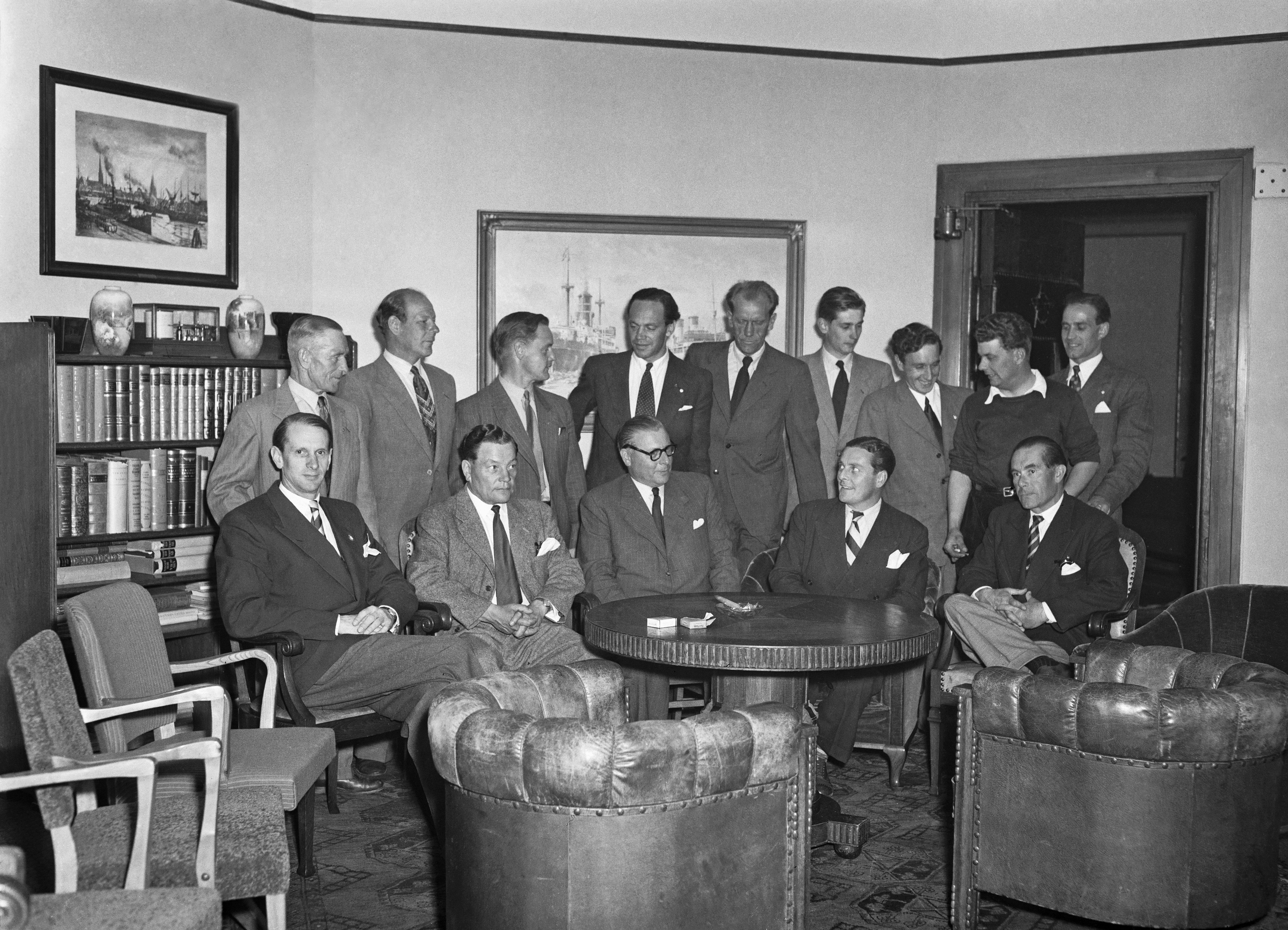
Die finnischen Olympia-Segler 1952. Sitzend von links nach rechts: Mannschaftsführer Rote Hellström, die Rudergänger Ernst Westerlund, Hans Dittmar, René Nyman und Eric Fabricius. Stehend von links nach rechts: Paul Sjöberg, Adolf Konto, Rolf Turkka, Christian Ilmoni, Ragnar Jansson, Erik Stadigh, Leo Nagornoff, Aarne Castrén und Bror Johansson.

Jonas Leo Adolf Konto (* 30. März 1911 in Helsinki; † 20. November 1965 ebenda) war ein finnischer Segler.

## Erfolge
Adolf Konto nahm zweimal an Olympischen Spielen in der 6-Meter-Klasse teil. Bei den Olympischen Spielen 1948 in London belegte er als Crewmitglied der Raili noch den neunten Platz, ehe er vier Jahre darauf in Helsinki mit der Ralia Dritter wurde. Gemeinsam mit den übrigen Crewmitgliedern Ragnar Jansson, Paul Sjöberg und Rolf Turkka sowie Skipper Ernst Westerlund sicherte er sich hinter den US-Amerikanern um Herman Whiton und dem von Finn Ferner angeführten norwegischen Boot die Bronzemedaille.